# Jean-Jacques Sauveterre
Pas d'image ? Cliquez ici

a Compétitions nationales et continentales officielles uniquement.

b Matchs officiels uniquement.
Jean-Jacques Sauveterre, né le 21 mai 1962, est un joueur de rugby de rugby à XV français qui évolue au poste de pilier. Il est le père du rugbyman Thomas Sauveterre.

## Biographie
Jean-Jacques Sauveterre joue au sein de l'effectif du RC Nîmes jusqu'en 1988 lorsqu'il rejoint le Montpellier RC. Aux élections de juin 1998, il arrive en tête et prend la présidence du club montpelliérain avec comme coprésident Thierry Pérez, vice-président dans l'équipe précédente. Mais il se retire et devient coprésident de l'association, et c'est Thierry Pérez qui devient l'unique président de la SAOS. L'objectif des dirigeants est de redonner des bases solides au club et un pôle de formation est mis en place en septembre 1999. Il démissionne en juin 2005 et est remplacé par Alain Egea. En juin 2007, Sauveterre se présente aux élections face à Pérez, celui-ci est facilement réélu avec 88 voix sur 93 exprimés, la liste Sauveterre ayant été invalidée. Il est aujourd'hui membre du conseil d'administration du club montpelliérain. Il est depuis août 2010 vice-président des Diables Rouges, l'équipe de rugby à XIII de Montpellier.

## Palmarès
- 8ème de finale de championnat de France contre l'AS Béziers avec rugby club Nimois en  1986
- Vainqueur du Challenge de l'Espérance en 1988
- Finaliste du Championnat de France groupe B  1988 contre Rumilly
- 1/8e de finale de championnat de france contre Tarbes avec Montpellier rugby club en  1991